# Al-Nasr SC Bengasi
|  | Aquest article tracta sobre el club de futbol libi. Vegeu-ne altres significats a «Al-Nasr». |

L'Al-Nasr SC Bengasi (àrab: النصر, an-Naṣr) és un club de futbol libi de la ciutat de Bengasi. Al-Nasr significa ‘la Victòria’.

## Palmarès
- Lliga líbia de futbol:[1]
  - 1987, 2018, 2024
- Copa líbia de futbol:[2]
  - 1997, 2003